# 白花蓼
白花蓼（学名：Polygonum coriarium）为蓼科蓼属下的一个种。

## 扩展阅读
維基物種上的相關：白花蓼